# Wilhelm Kliszcz
Wilhelm Aleksander Wincenty Kliszcz (ur. 23 listopada 1874 w Brzózie Królewskiej, zm. 1940 w Kijowie) – polski sędzia, notariusz, ofiara zbrodni katyńskiej.

## Życiorys
Był synem Wilhelma (w latach 80. XIX wieku zarządcy dóbr w Pomorzanach) i Otylii z domu Gebauer. Uczęszczał do C. K. Gimnazjum Lwowskiego im. Franciszka Józefa. Ukończył studia prawnicze na Wydziale Prawa Uniwersytetu Franciszkańskiego we Lwowie. W okresie zaboru austriackiego w ramach autonomii galicyjskiej wstąpił do c. k. służby sądowniczej. Egzamin sędziowski złożył 5 maja 1902, a przysięgę sędziowską 24 maja tego roku. 
Pełnił funkcję wiceprezesa Sądu Okręgowego we Lwowie. W tym czasie był jednocześnie przewodniczącym okręgowej komisji wyborczej nr 51 we Lwowie. Był zastępcą członka zarządu oddziału lwowskiego Zrzeszenia Sędziów i Prokuratorów RP. Od 1934 piastował stanowisko notariusza w Rudkach. 
Po wybuchu II wojny światowej i agresji ZSRR na Polskę z 17 września 1939 został aresztowany przez sowietów. Na wiosnę 1940 został zamordowany przez NKWD. Jego nazwisko znalazło się na tzw. Ukraińskiej Liście Katyńskiej opublikowanej w 1994 (został wymieniony na liście wywózkowej 71/2-79 oznaczony numerem 1323, dosłownie określony jako Wilhelm Klisz). Ofiary tej części zbrodni katyńskiej zostały pochowane na otwartym w 2012 Polskim Cmentarzu Wojennym w Kijowie-Bykowni.
Wilhelm Kliszcz miał dzieci.

## Ordery i odznaczenia
- Krzyż Oficerski Orderu Odrodzenia Polski (9 listopada 1932)[11][12][13]